# صحنه (تئاتر)

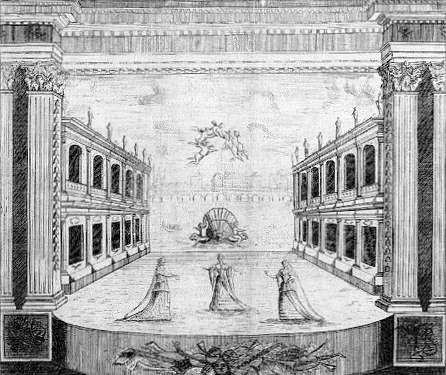
بازیگران در صحنهٔ تئاتر لین، سال ۱۶۷۴.

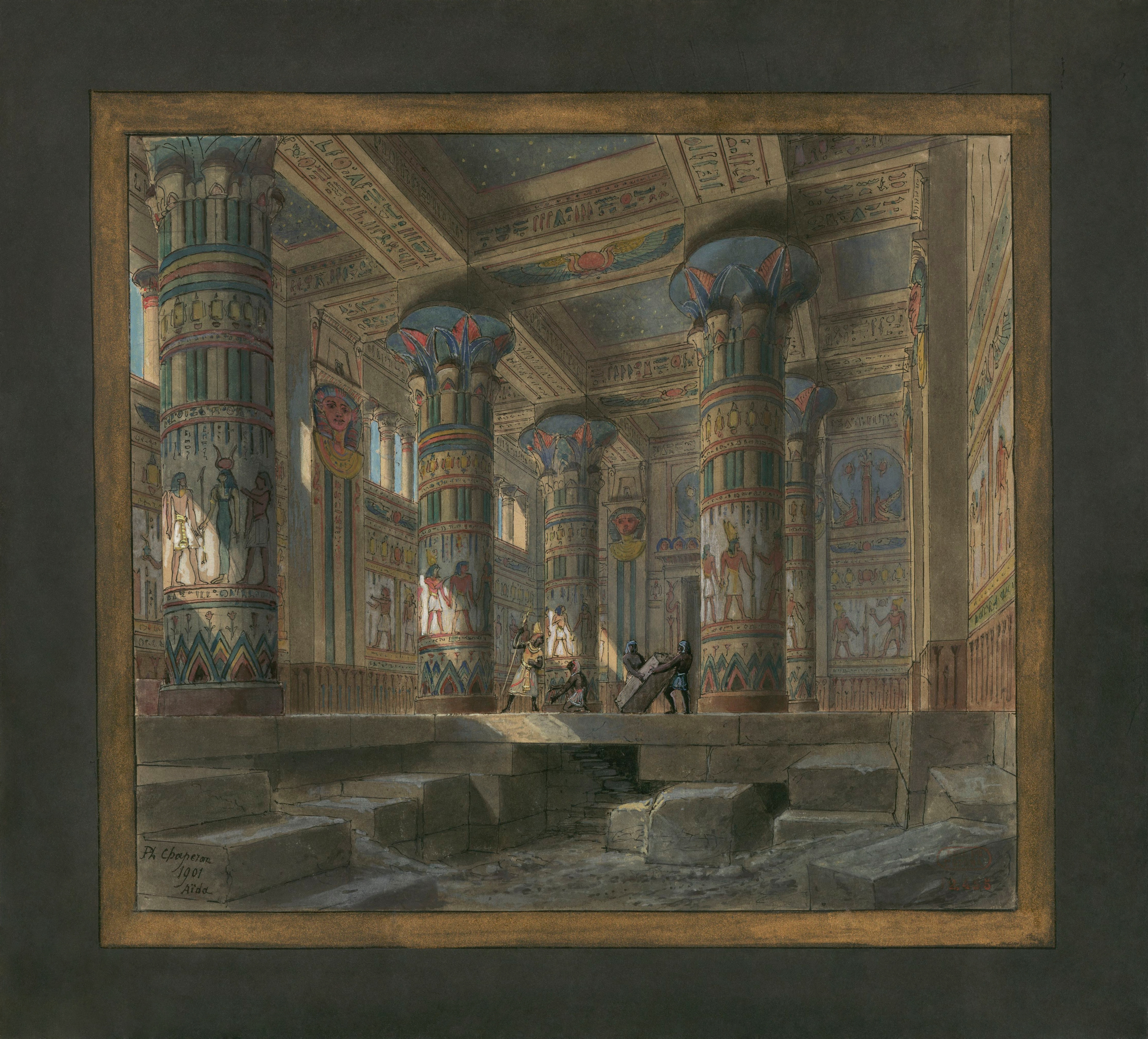
نگاره‌ای از طراحی صحنهٔ اُپرای آیدا.

صحنه یا سن (به فرانسوی: Scène) در تئاتر و هنرهای نمایشی، یک فضای تعیین شده برای نمایش اثر است. صحنه به عنوان یک فضا برای بازیگران یا نوازندگان است و نیز بعنوان یک نقطه کانونی (صفحه نمایش در سالن‌های سینما) برای مخاطبان عمل می‌کند. انواع مختلفی از صحنه وجود دارد که بر اساسِ استفاده و ارتباط با مخاطب متفاوتند.